# Sersale
Sersale község (comune) Olaszország Calabria régiójában, Catanzaro megyében.

## Fekvése
A megye északkeleti részén fekszik. Határai: Cerva, Cropani, Magisano, Petronà, Sellia Marina és Zagarise.

## Története
A 17. században alapította a névadó Francesco Sersale, Belcastro bárója. A 19. század elején vált önálló községgé, amikor a Nápolyi Királyságban felszámolták a feudalizmust.

## Népessége
A népesség számának alakulása:

## Főbb látnivalói
- Palazzo Talarico
- Palazzo Gentile
- Palazzo Colosimo
- Sant’Anna-templom
- San Pasquale-templom
- Madonna dell’Immacolata-templom
- Madonna del Carmine-templom
- Monte Crozze-templom